# Hyalit
För den medicinska termen, se glaskroppsinflammation.

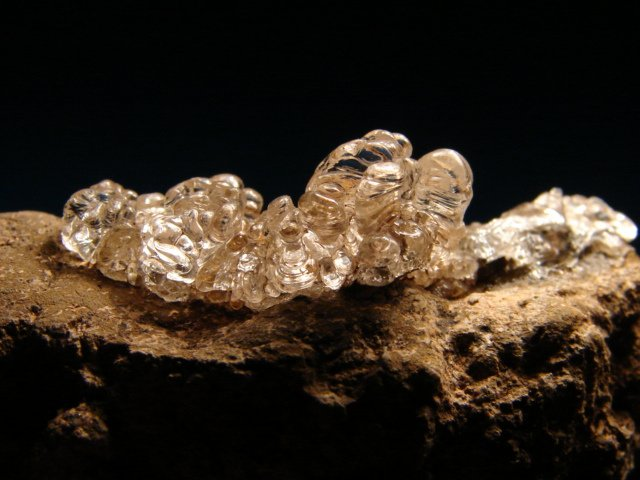
Hyalit.

Hyalit är en vattenklar och glasglänsande varietet av opal, som bildar druvformiga skorpor och överdrag. Hyalit har en obetydlig användning som ädelsten.